# Signs of Love
Signs of Love es una película estadounidense de drama romántico de 2022 escrita y dirigida por Clarence Fuller y protagonizada por Hopper Jack Penn, Dylan Penn, Zoë Bleu y Rosanna Arquette. Es el debut de Fuller como director de largometrajes.

## Argumento
Frankie, un joven que lucha por una mejor vida, conoce a Jane, una niña sorda de una familia acomodada cercana, y de repente ve esperanza de amor y una vida mejor, pero solo si puede escapar de la situación de las calles y la influencia de su hermana mayor.

## Reparto
- Hopper Jack Penn como Frankie.
- Dylan Penn como Patty.
- Zoë Bleu como Jane.
- Wass Stevens como Michael.
- Cree Cawa como Sean.
- Jahlil T. Hall como Willy.
- Rosanna Arquette como Rosie.
- Drew Moore como Mark.
- Shannan Wilson como Nancy
- Peter Patrikios como Tim.
- David Pridemore como Jarvis.

## Producción
La película se rodó en Filadelfia.

## Lanzamiento
En octubre de 2021, se anunció que Blue Fox Entertainment adquirió los derechos de distribución mundial de la película. La película se estrenó en el Festival de Cine de Brooklyn el 3 de junio de 2022.

## Recepción
Tara McNamara de Common Sense Media le otorgó a la película dos estrellas de cinco.
Roger Moore, de Movie Nation, escribió: «Este reparto es de primera categoría, con Hopper Penn asumiendo su primer gran papel y manteniéndolo a flote, su hermana profundizando su trayectoria de transformación de personaje hacia una carrera y Sidel demostrando potencial más allá de la etiqueta de «socialité» que se aplica prominentemente a su perfil en la Internet Movie Database».

## Premios
Por su trabajo en la película, Fuller ganó el premio al Mejor Director Revelación en el Festival de Cine de Brooklyn. En noviembre de 2022, la Fiesta del Cine de Roma otorgó a la película el Premio Corbucci de Distribución, consistente en un contrato de distribución para el mercado italiano con un presupuesto de P&A de 50 000 €.